# Кембридж (Вермонт)
Кембридж (англ. Cambridge) — місто (англ. town) в США, в окрузі Ламойлл штату Вермонт. Населення — 3839 осіб (2020).

## Демографія
Згідно з переписом 2010 року, у місті мешкало 3659 осіб у 1510 домогосподарствах у складі 975 родин. Було 1698 помешкань
Расовий склад населення:
| - 97,2 % — білих - 0,4 % — чорних або афроамериканців - 0,4 % — азіатів - 0,2 % — корінних американців - 0,1 % — вихідців з тихоокеанських островів |

До двох чи більше рас належало 1,7 %. Частка іспаномовних становила 0,9 % від усіх жителів.
За віковим діапазоном населення розподілялося таким чином: 24,2 % — особи молодші 18 років, 66,3 % — особи у віці 18—64 років, 9,5 % — особи у віці 65 років та старші. Медіана віку мешканця становила 37,9 року. На 100 осіб жіночої статі у місті припадало 101,6 чоловіків;  на 100 жінок у віці від 18 років та старших — 101,6 чоловіків також старших 18 років.
Середній дохід на одне домашнє господарство  становив 70 999 доларів США (медіана — 62 023), а середній дохід на одну сім'ю — 84 720 доларів (медіана — 78 321). Медіана доходів становила 48 973 долари для чоловіків та 35 028 доларів для жінок. За межею бідності перебувало 14,4 % осіб, у тому числі 31,4 % дітей у віці до 18 років та 3,6 % осіб у віці 65 років та старших.
Цивільне працевлаштоване населення становило 2319 осіб. Основні галузі зайнятості: освіта, охорона здоров'я та соціальна допомога — 26,3 %, мистецтво, розваги та відпочинок — 16,8 %, виробництво — 13,5 %.